# Женская больница Мулаго
Женская больница Мулаго (англ. Mulago Women's Referral Hospital) — часть Национальной реферативной больницы Мулаго, крупнейшей больницы в Уганде при Медицинском колледже Университета Макерере. Официальное название — «Специализированная женская и неонатальная больница Мулаго» (англ. Mulago Specialised Women and Neonatal Hospital).

## Расположение
Больница расположена на холме Мулаго в северной части города Кампала, Уганда. Он расположен на территории Национальной специализированной больницы Мулаго в составе Медицинского колледжа Университета Макерере примерно в четырех километрах к северу от центрального делового района Кампалы.

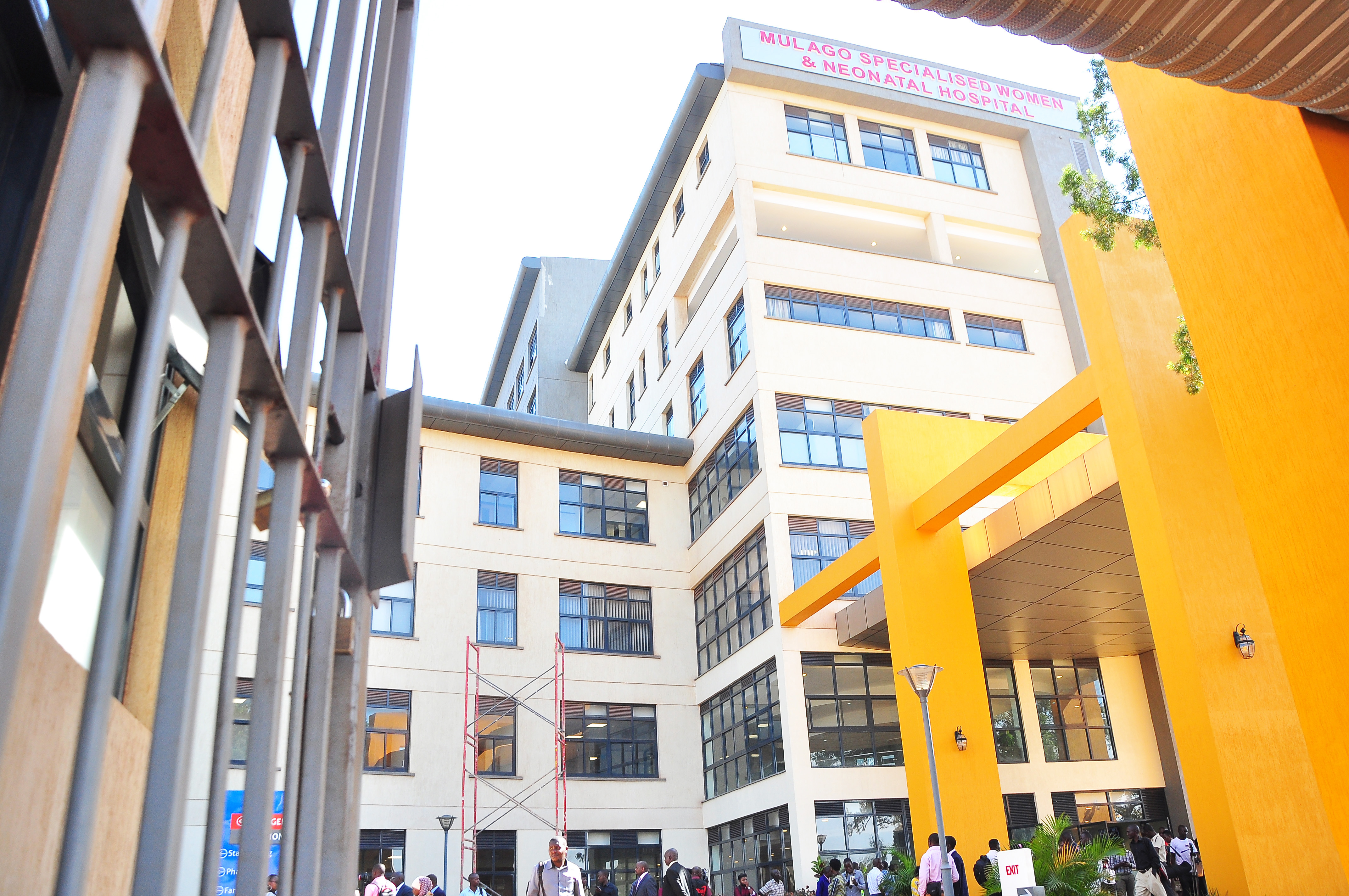
Специализированная женская и неонатальная больница Мулаго

## Обзор
Строительство больницы началось в апреле 2013 года, а ввод в эксплуатацию изначально ожидался во второй половине 2016 года. После задержек строительство было завершено в июле 2018 года.
Женская больница Мулаго — это реферативное медицинское учреждение, женское отделение Национальной больницы Мулаго. В его состав входят дородовые клиники, родильные отделения, операционные, палаты послеродового наблюдения и послеродовые отделения. Больница обслуживает пациентов акушерско-гинекологического профиля. В больнице имеется онкологическое отделение, предназначенное для пациентов с гинекологическими онкологическими заболеваниями, включая рак яичников, рак фаллопиевых труб, рак матки, рак эндометрия, рак шейки матки, рак влагалища и злокачественные новообразования вульвы. 
В больнице будут оборудованные по последнему слову техники отделения для новорожденных, отделения для недоношенных детей, отделение интенсивной терапии для новорожденных и отдельное крыло на 60 коек для будущих мам, только что родивших и частных гинекологических пациентов. Больница будет заниматься пренатальными и гинекологическими случаями высокого риска. 
В больнице имеется отделение, специализирующееся на профилактике, лечении и реабилитации акушерских свищей. Здесь также находится первая в стране государственная клиника по лечению бесплодия. 

## Распределение коек
| Отделение                         | Количество коек | Процент |
| --------------------------------- | --------------- | ------- |
| Отделение восстановления          | 25              | 5.5     |
| Отделение интенсивной терапии     | 40              | 8.9     |
| Детская комната для новорожденных | 50              | 11.1    |
| Онкология                         | 80              | 17.8    |
| Другие кровати                    | 85              | 18.9    |
| Акушерство высокого риска         | 170             | 37.8    |
| Общий                             | 450             | 100.0   |

## Бюджет
Бюджет женской больницы составил 34,14 млн долларов США, включая кредит в размере 33 млн долларов США от Исламского банка развития и прямое финансирование в размере 1,14 млн долларов США правительством Уганды. Бюджет строительства больницы составлял 49 миллионов долларов США, с использованием кредита Африканского банка развития. 

## Руководство
В августе 2018 года Министерство здравоохранения Уганды назначило гинеколога Эвелин Набуньяю исполнительным директором больницы, а Джолли Нанкунду — заместителем исполнительного директора.